# Battaglia di Balikpapan (1942)
La battaglia di Balikpapan, avvenuta tra il 23 e 26 gennaio 1942 nell'area dell'omonima cittadina del Borneo, si svolse tra la forza d'invasione giapponese, la guarnigione olandese e un gruppo navale statunitense nelle fasi iniziali della campagna delle Indie orientali olandesi.
L'Impero giapponese, colpito da un embargo sul petrolio nell'estate 1941, decise di occupare le Indie orientali olandesi poiché rappresentavano un ricco serbatoio di petrolio e altre materie prime: l'isola del Borneo in particolare era un obiettivo fondamentale. Per conquistarne la parte olandese le forze armate giapponesi radunarono una squadriglia di cacciatorpediniere, guidata dal contrammiraglio Shōji Nishimura, e un numeroso convoglio con a bordo una parte della 56ª Divisione, capitanata dal maggior generale Shizuo Sakaguchi: pur tartassati da attacchi aerei e subacquei, i trasporti e le navi giapponesi cominciarono lo sbarco a Balikpapan il 23 gennaio; il comandante locale, Cornelius van den Hoogenband, aveva sabotato parte delle infrastrutture ed equipaggiamenti e oppose solo un'azione di retroguardia alla soverchiante fanteria nipponica, coprendosi la ritirata nell'interno. Nelle prime ore del 24, tuttavia, quattro cacciatorpediniere statunitensi colsero assolutamente di sorpresa i trasporti immobili e, approfittando della lontananza della squadriglia di Nishimura, ne affondarono tre insieme a un pattugliatore. In ogni caso le truppe giapponesi erano già a terra e Balikpapan fu posta sotto controllo il 26. Risolti i danni cagionati dalle squadre di demolizione olandesi e massacrate per rappresaglia alcune decine di occidentali, i giapponesi fecero di Balikpapan un importante centro di rifornimento per la macchina militare imperiale.

## Contesto strategico
Nel luglio 1941 l'Impero giapponese completò l'occupazione militare dell'Indocina francese, una mossa che preoccupò notevolmente le potenze anglosassoni e le autorità delle Indie orientali olandesi. I governi di Washington, Londra e dei Paesi Bassi (quest'ultimo in esilio dal maggio 1940) decisero perciò un embargo nei confronti del Giappone, che si ritrovò privato d'improvviso degli approvvigionamenti esteri di greggio; le scorte di carburante accumulate negli anni sarebbero bastate per coprire un fabbisogno di solo due o tre anni, meno ancora in tempo di guerra. Nel settembre 1941 gli stati maggiori dell'Esercito e della Marina imperiale giapponese presentarono al Consiglio Supremo di guerra i piani definitivi per l'espansione nel Sud-est asiatico: obiettivo principale erano le Indie olandesi, ricche di materie prime e, in particolare, di pozzi petroliferi ad alto rendimento. Gran parte di questi giacimenti era situata sull'isola del Borneo, allora appartenente per due terzi circa agli olandesi, mentre la porzione nord-occidentale era un protettorato britannico. L'importanza dell'isola era anche strategica, come puntualizzarono gli ufficiali, poiché eventuali forze degli Alleati avrebbero potuto adoperarla per minacciare le previste operazioni contro la Malesia britannica e Singapore.

## Piani e forze contrapposte

### Impero giapponese
I piani nipponici di occupazione del Borneo rientravano nelle più generali preparazioni per conquistare le Indie olandesi. La grande isola fu selezionata dai giapponesi come spartiacque tra due assembramenti di forze navali e terrestri trasportate su convogli numerosi, sotto il comando unico del viceammiraglio Nobutake Kondō: a ovest del Borneo avrebbe operato la 2ª Flotta, al diretto comando di Kondō stesso e che si sarebbe concentrata specialmente contro i possedimenti britannici. A est, invece, la competenza ricadeva sotto la 3ª Flotta del viceammiraglio Ibō Takahashi, provvisoriamente alle dipendenze del collega. Takahashi doveva prima concludere le operazioni navali correlate alla prevista conquista delle Filippine, per le quali fu indicata la scadenza nel gennaio 1942, e quindi lanciare operazioni simultanee dalla costa orientale del Borneo sino alla Nuova Guinea olandese. Sulla grande isola i giapponesi avevano tre obiettivi: la piccola isola di Tarakan, Balikpapan e infine Banjarmasin sulla costa meridionale, tutt'e tre di cruciale importanza anche per le preziose infrastrutture petrolifere, che si doveva cercare di catturare intatte. La 3ª Flotta e reparti della 14ª Armata giapponese occuparono Davao, sull'isola di Mindanao, il 20 dicembre 1941: nell'ampia rada del porto Takahashi iniziò a concentrare una "Forza d'invasione centrale" da lanciare contro il Borneo. La componente terrestre per gli sbarchi a Tarakan, Balikpapan e Bandjarmasin era il cosiddetto Distaccamento Sakaguchi, dal nome del suo comandante (maggior generale Shizuo Sakaguchi) che guidava il gruppo fanteria della 56ª Divisione. Egli enucleò il 146º Reggimento, alcune unità d'artiglieria, corazzate, di genieri e dei servizi per formare il distaccamento; inoltre integrò la 2ª Forza da sbarco speciale "Kure", al comando del capitano di corvetta Masanori Shiga e della consistenza di un battaglione: in totale 5 500 uomini. Il trasporto e lo sbarco erano compito di un convoglio di sedici tra navi da carico e trasporti truppe e Takahashi ne affidò la difesa alla 4ª Squadriglia cacciatorpediniere del contrammiraglio Shōji Nishimura. Essa era costituita da un conduttore di flottiglia, l'incrociatore leggero Naka sul quale era imbarcato Nishimura, e da tre divisioni di cacciatorpediniere: la 2ª (Yudachi, Samidare, Harusame, Murasame), la 9ª (Minegumo, Natsugumo) e la 24ª (Yamakaze, Suzukaze, Kawakaze, Umikaze) che era in prestito dalla 2ª Squadriglia. Inoltre Nishimura poté contare sulle navi appoggio idrovolanti Sanyo Maru e Sanuki Maru, fondamentali per godere di appoggio aereo in un teatro bellico dove i giapponesi non disponevano ancora di aeroporti. In ultimo furono messi a disposizione tre vecchi pattugliatori, quattro dragamine e tre cacciasommergibili. Sussistono, peraltro, leggere differenze tra le fonti sul numero dei cacciatorpediniere. Millot parla di nove unità, ma dà i nomi di solo sette di esse; Yenne, al contrario, afferma ci fossero undici cacciatorpediniere, ma non fornisce alcuna elencazione puntuale.
Il viceammiraglio Takahashi doveva rimanere a Davao con la 5ª Divisione incrociatori formata dall'Ashigara (ammiraglia), dal Nachi, dal Myoko e dall'Haguro, per intervenire in caso di necessità. Tuttavia il Myoko fu colpito da una bomba il 4 gennaio 1942, nel corso di un'improvvisa incursione di dieci quadrimotori Boeing B-17 Flying Fortress, e dovette tornare a Sasebo per le riparazioni. Il piano giapponese era semplice. Dopo aver preso Tarakan, Nishimura doveva condurre il suo gruppo navale a sud nello stretto di Makassar e cominciare lo sbarco la sera del 23 gennaio, sfruttando l'oscurità per disorientare gli olandesi; i soldati giapponesi avrebbero messo piede a terra nelle immediate vicinanze di Balikpapan. Sembra che durante i preparativi Nishimura non tenesse in gran conto le forze navali di superficie degli Alleati e, al contrario, mostrasse molta più preoccupazione per i sommergibili – tra olandesi, britannici e statunitensi ve ne erano una quarantina nelle Indie orientali.

### Alleati

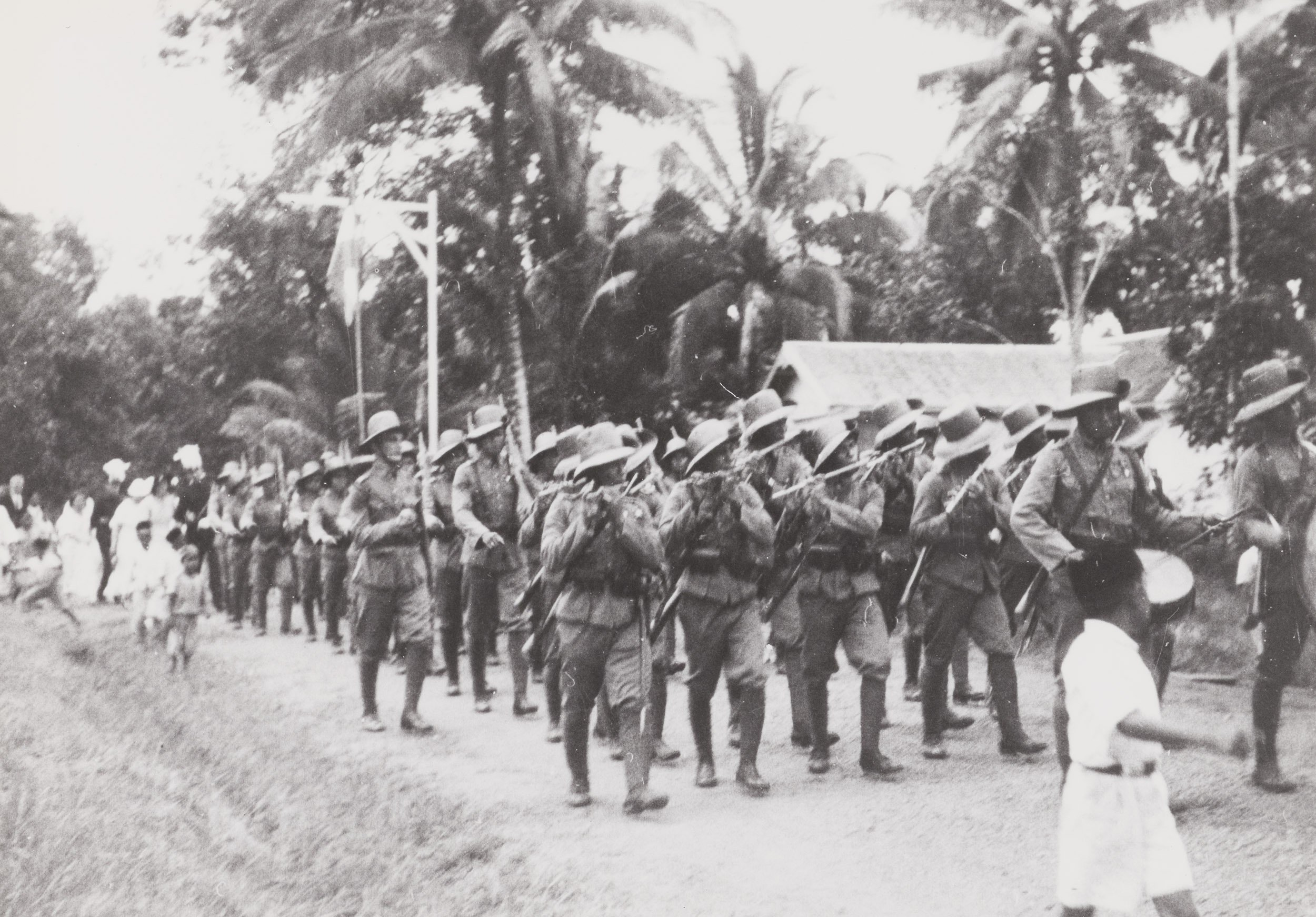
Un reparto del KNIL in parata a Samarinda, nel 1935

Il 15 gennaio 1942 le potenze alleate costituirono il cosiddetto ABDACOM, sigla dell'American-British-Dutch-Australian Command, per meglio coordinarsi nella difesa di tutto il Sud-est asiatico, spartendosi i vari comandi. Questa nuova struttura ebbe una certa influenza sulla battaglia per Balikpapan dove, comunque, le forze terrestri schierate erano esclusivamente olandesi: si trattava del 6º Battaglione fanteria del Koninklijk Nederlandsch-Indisch Leger o KNIL (l'esercito coloniale dei Paesi Bassi) con 1 100 effettivi. Il suo comandante, tenente colonnello Cornelius van den Hoogenband, poteva contare anche sulle difese del porto, sostanzialmente due cannoni costieri da 120 mm e quattro altri da 75 mm. Balikpapan disponeva di due aeroporti, a Sepinggang direttamente sulla costa cittadina e a Manggar, 21 chilometri a nord-est: sulle piste si trovavano diversi bombardieri Martin B-10, così come caccia Brewster F2A Buffalo e Curtiss P-36 Hawk del servizio aeronautico del KNIL, cui si aggiungevano alcuni idrovolanti dell'aviazione di marina. Proprio all'inizio del gennaio 1942, però, tutti questi velivoli erano stati richiamati a Giava o a Sumatra, oppure spostati nell'aeroporto di Samarinda a nord-nord-est di Balikpapan che, perciò, non dispose di alcun immediato appoggio aereo. Pure le forze navali degli Alleati erano ripiegate in massa e la Koninklijke Marine aveva lasciato nelle acque del Borneo giusto la 3ª Divisione sommergibili, oltre a qualche piccola unità ausiliaria di scarso valore bellico.

## Svolgimento della battaglia

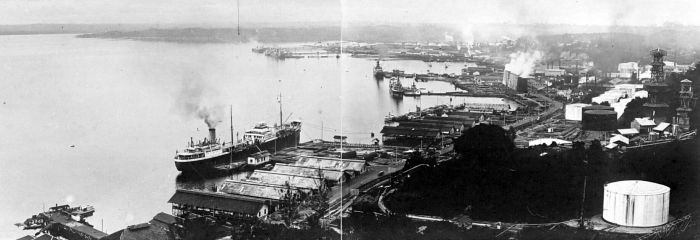
La città e il porto di Balikpapan prima della guerra

L'11 gennaio 1942 i giapponesi conquistarono Tarakan. Sakaguchi e Nishimura prepararono le loro forze per l'assalto a Balikpapan, ma introdussero modifiche ai piani. Per prima cosa vollero evitare che il presidio neerlandese sabotasse le installazioni del porto, i serbatoi e i pozzi come accaduto a Tarakan: decisero così di inviare a Balikpapan due degli ufficiali appena fatti prigionieri, per avvertire van den Hoogenband che, in caso di distruzioni, sarebbero scattate sanguinose rappresaglie su qualsiasi abitante europeo in città. Il 16 gennaio i due olandesi, accompagnati da tre ufficiali nipponici, partirono da Tarakan a bordo di una motonave; il 20 un idrovolante olandese prese a bordo la curiosa ambasciata e la portò a Balikpapan, dove van den Hoogenband ascoltò il vero e proprio ultimatum. Egli oppose un netto rifiuto, anche perché già da due giorni aveva ordinato di rendere inutilizzabili le strutture portuali; i tre giapponesi furono riportati alla loro nave (gli ufficiali neerlandesi rimasero in città) e tornarono la mattina del 23 a Tarakan. In secondo luogo Sakaguchi era preoccupato per la perdita dell'effetto sorpresa; dopo aver individuato due indonesiani del KNIL volenterosi di collaborare e che, in passato, erano stati guide proprio in Borneo, optò per inviare una piccola parte del Distaccamento su canoe lungo la costa, fittamente coperta di mangrovie. In questo modo, guidata dai due disertori, l'unità avrebbe catturato l'aeroporto di Manggar mentre avveniva lo sbarco principale e, poi, avrebbe permesso di chiudere gli olandesi in una morsa.

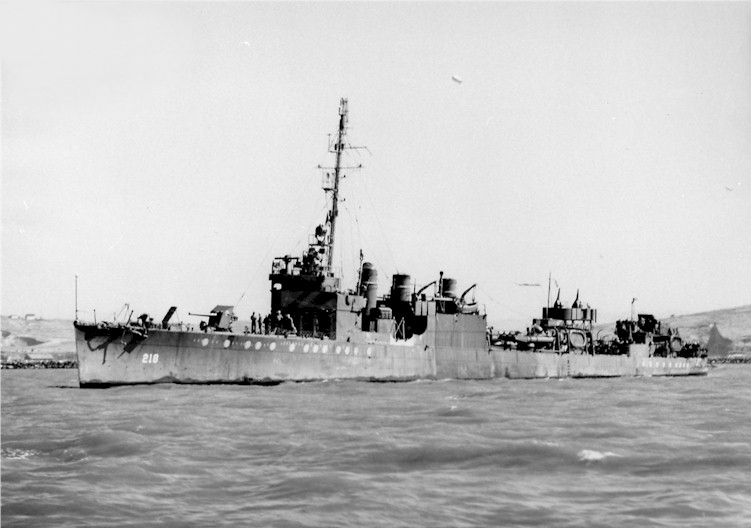
Lo USS Parrott nell'estate 1942: a mezzanave sono evidenti alcuni dei tubi lanciasiluri

A dispetto della trovata dell'ultimatum, l'unità su canoe aveva cominciato a muoversi già il 20 gennaio e, pur localizzata una volta da un idrovolante olandese, riuscì a far perdere le proprie tracce. Nishimura salpò con tutte le navi il 22 e, nel primo pomeriggio, fu a sua volta individuato da un ricognitore nemico, proprio mentre penetrava nello stretto di Makassar. Il giorno seguente, a dispetto delle condizioni meteorologiche non buone, si verificò un primo attacco aereo: alle 15:25 tre B-17, decollati da Soerabaja, sganciarono numerose bombe e colpirono i trasporti Nana Maru e Tatsugami Maru. Più tardi arrivarono sette bombardieri B-10 e venti Buffalo, forse provenienti da Samarinda, che finirono il Nana Maru e infersero danni alla Sanyo Maru nonostante la copertura offerta dagli idrovolanti nipponici. Nishimura riordinò la formazione, trasferì i naufraghi sugli altri trasporti e proseguì la navigazione, senza sapere che era pedinato dal sommergibile Hr. Ms. K-XVIII. Intanto il tempo aveva continuato a peggiorare, il mare era agitato e il cielo era oscurato da nubi temporalesche che, oltretutto, abbassavano di molto la visibilità. Il convoglio e la scorta giapponesi arrivarono alle 19:45 del 23 dinanzi Balikpapan; Nishimura dispose i trasporti al chiarore di diversi incendi a riva: van den Hoogenband aveva perseverato nelle opere di sabotaggio, pur lasciando pressoché intatte le torri di trivellazione, i depositi e gli equipaggiamenti nell'entroterra. Non sono noti i motivi per i quali limitò le distruzioni a Balikpapan ma, in ogni caso, egli rinunciò a dar battaglia e si lasciò dietro solo un velo di forze per coprirsi la ritirata. Ciò spiega il facile sbarco del Distaccamento Sakaguchi che, per le 21:30, era quasi per intero sulla terraferma, impegnato a sopprimere le simboliche resistenze avversarie e ad aiutare nello scarico dei materiali pesanti dai trasporti. I comandanti giapponesi non sapevano però che l'ammiraglio Thomas C. Hart, responsabile delle operazioni navali dell'ABDACOM, era stato prontamente informato della situazione in Borneo e aveva inviato a contrastare le formazioni nipponiche due incrociatori leggeri (USS Boise, USS Marblehead) e la 59ª Divisione cacciatorpediniere (USS Parrott, USS Pope, USS John D. Ford, USS Paul Jones), sotto il comando del contrammiraglio William Glassford. Il 21 gennaio questa squadra levò le ancore da Kupang (Timor) ma, dopo poche ore di navigazione, il Boise urtò una scogliera non segnalata e dovette tornare indietro; inoltre, mentre calava la sera del 23 gennaio, il Marblehead accusò una serie di malfunzionamenti alle turbine: l'incrociatore poteva sviluppare al massimo 15 nodi e, pertanto, Glassford cedette il comando tattico al capitano di fregata Paul Talbot, il comandante della 59ª Divisione. Decise però di continuare a navigare a bassa velocità verso nord nello stretto di Makassar, allo scopo di fornire un punto d'incontro ai cacciatorpediniere, i quali proseguirono a 27 nodi con rotta nord-nord-ovest.

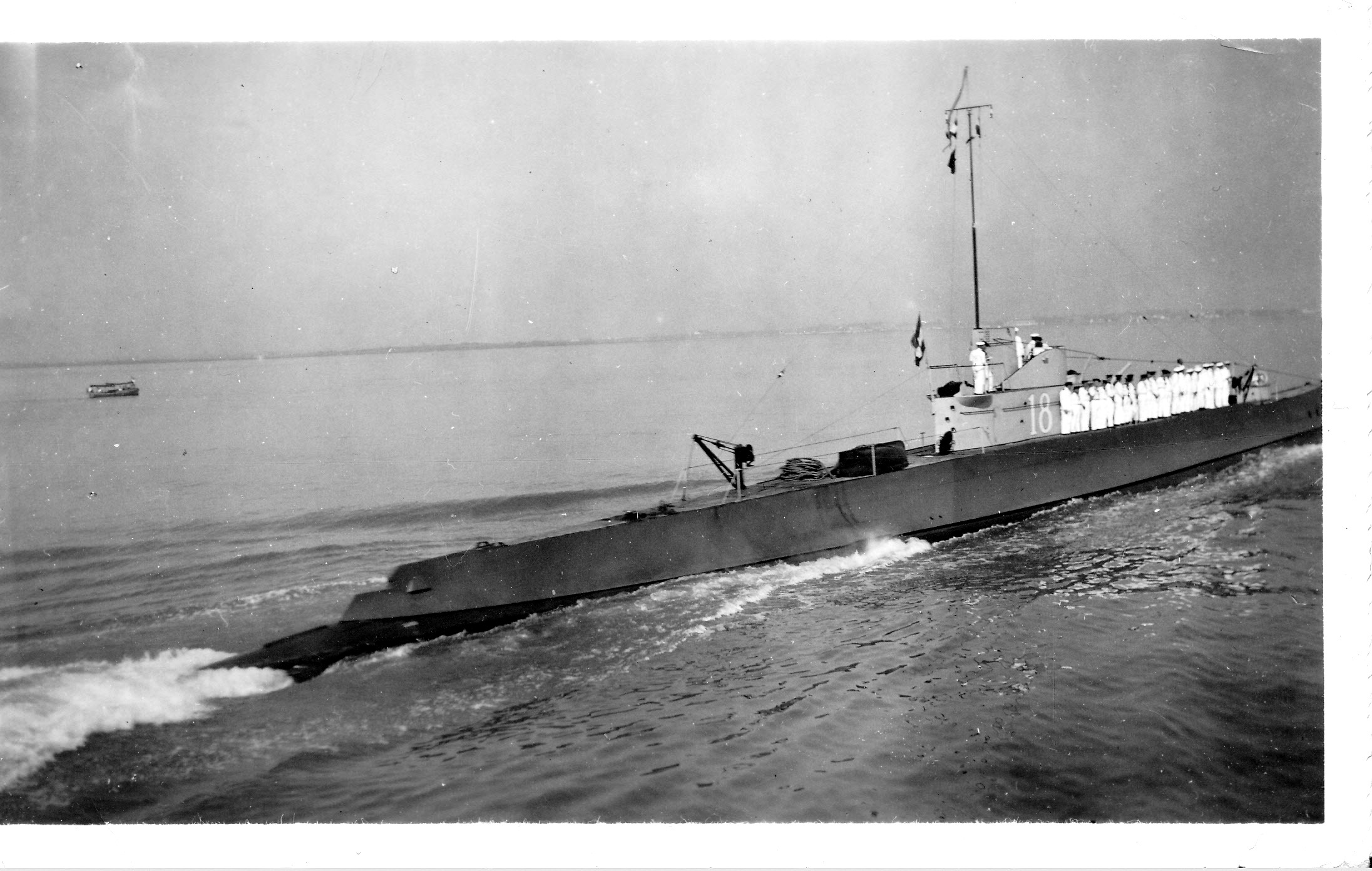
Il sommergibile K-XVIII rivestì un ruolo notevole nelle decisioni di Nishimura

Alcune contingenze favorirono le unità statunitensi che, altrimenti, si sarebbero ritrovate in netta inferiorità contro la 4ª Squadriglia nipponica. Per prima cosa le condizioni meteorologiche impedirono un uso proficuo degli apparecchi delle portaidrovolanti. Il contrammiraglio Nishimura, fedele alle sue valutazioni sull'eterogenea flotta ABDACOM chiamata oltretutto a coprire un fronte enorme, era decisamente più pensieroso per gli attacchi di sommergibili, che avrebbero potuto sfruttare l'oscurità. Le sue perplessità in proposito ebbero apparente conferma quando, attorno alla mezzanotte del 24 gennaio, il K-XVIII si portò in posizione di tiro e lanciò alcuni siluri alle numerose navi giapponesi, le cui sagome immobili erano ben delineate dalla luce degli incendi a Balikpapan: un siluro centrò lo Tsuruga Maru, che affondò in poco tempo. Nishimura, impressionato e seccato, provvide a radunare i suoi cacciatorpediniere per una caccia generale e si spinse molto al largo, lasciando la protezione del tormentato convoglio ai posamine, ai cacciasommergibili e ai pattugliatori superstiti. Attorno alle 02:45 il capitano Talbot cominciò a vedere i bagliori dei fuochi e decise di attaccare con la formazione a colonna che aveva adottato, senza perdere tempo in ridispiegamenti; tra il fumo e il buio gli statunitensi arrivarono praticamente non visti e trovarono il campo sgombro. Sfilando parallelamente ai trasporti ancorati, lanciarono diversi siluri tra le 03:16 e le 03:25, ma senza colpirne alcuno: l'attacco frettoloso era stato suggerito a Talbot dalla sua ignoranza circa la posizione dei cacciatorpediniere giapponesi. Egli invertì allora la rotta e puntò verso sud, sottoponendo i trasporti e le altre unità navali a un intenso cannoneggiamento e a ulteriori lanci. Alle 03:30 gli ordigni del Pope centrarono il Samonaura Maru, che saltò in aria e affondò subito. Il Ford si accanì sui trasporti più vicini con i pezzi e poi fece partire alcuni siluri, uno dei quali dette il colpo di grazia al Kuretake Maru. Il Jones e il Parrott in coda collaborarono nella distruzione del Tatsugami Maru, che iniziò a sprofondare alle 03:35, prima di rivolgere il tiro dell'artiglieria contro due pattugliatori nipponici, giunti in ritardo e con quali si sviluppò uno scambio di cannonate per un quarto d'ora circa prima che Talbot si disimpegnasse. Il frastuono della battaglia aveva ovviamente richiamato l'attenzione di Nishimura che, con la squadriglia al completo, si portò dapprima a ovest e poi a sud nel vano tentativo di riagganciare le navi nemiche, dopodiché si riposizionò vicino a Balikpapan. I cacciatorpediniere statunitensi in ritirata si imbatterono verso le 04:30 solo nel pattugliatore giapponese No. 37 che, male armato per uno scontro navale, sparò solo alcune granate prima che due siluri del Parrott lo mettessero fuori combattimento alle 04:40.

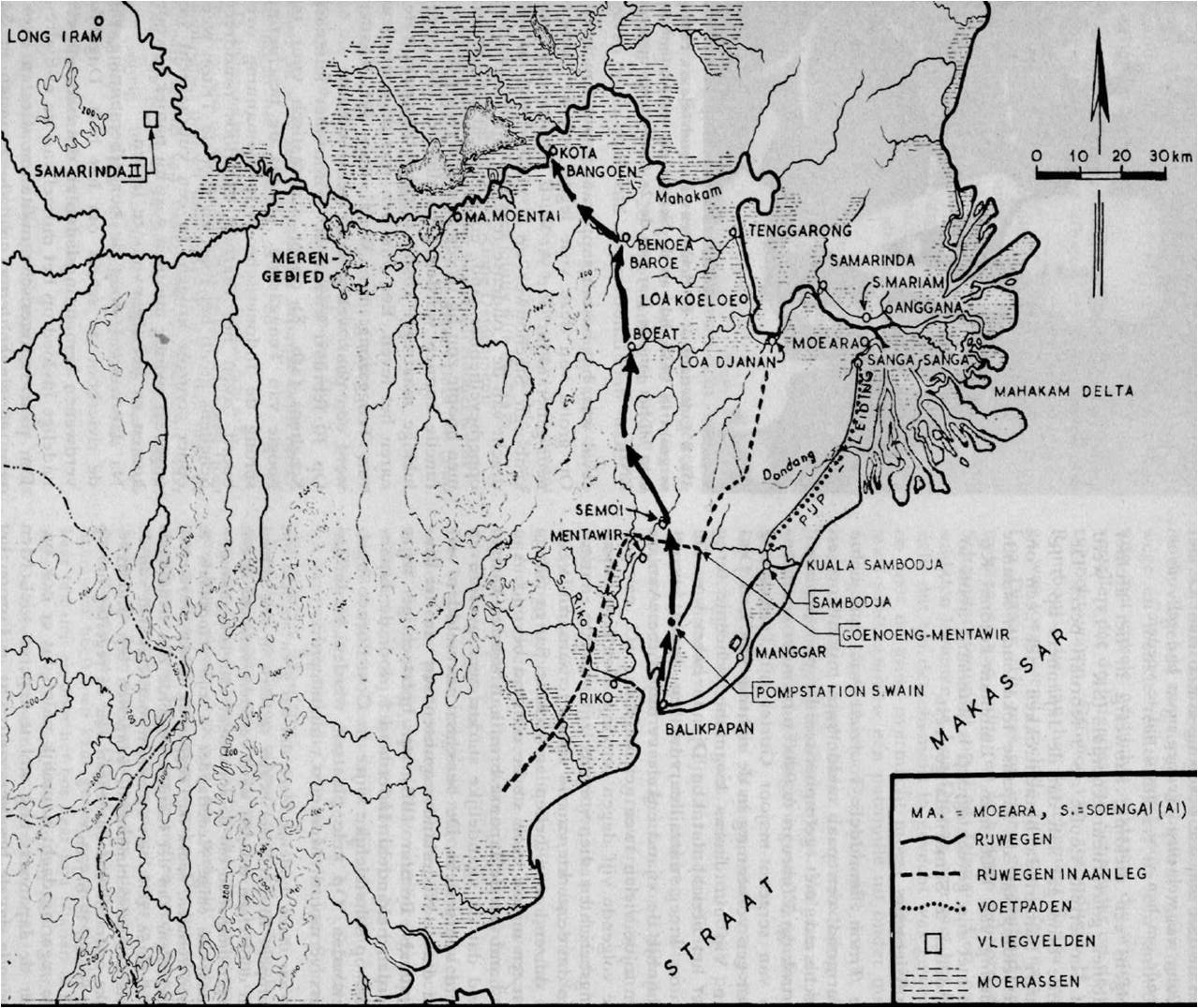
La ritirata di van der Hoogenband da Balikpapan

Nonostante il coraggioso e fortunato intervento alleato, la tabella di marcia della 3ª Flotta e del Distaccamento Sakaguchi non ne risentì. La piccola unità avviata tramite canoe da Tarakan era infatti riuscita ad assicurarsi, inosservata, l'aeroporto di Manggar prima dello sbarco e poi aveva marciato su Balikpapan. Nella notte tra il 23 e il 24 si era disposta fuori città e aveva dunque colto alla sprovvista gli olandesi in ritirata, pressati dal contingente arrivato dal mare; i giapponesi riuscirono ad accerchiare, però, solo pochi militari neerlandesi che si arresero dopo una breve resistenza. Il tenente colonnello van den Hoogenband e il grosso della guarnigione riuscirono invece ad abbandonare Balikpapan previa autorizzazione da Batavia e si diressero all'aeroporto di Ulin, 193 chilometri a ovest di Samarinda, dove già l'ufficiale aveva fatto rendere inutilizzabili i locali impianti petroliferi. Gli ultimi combattimenti a Balikpapan, in realtà più simili a un rastrellamento, si conclusero il 26 gennaio. Van den Hoogenband e i suoi uomini furono a lungo braccati da unità dell'Esercito imperiale; alla fine riuscirono a bloccarli nei pressi del villaggio Muara Muntai, situato nella giungla a ovest di Samarinda, dove gettarono le armi l'8 marzo 1942.

## Bilancio e conseguenze
L'Impero giapponese aveva conquistato Balikpapan nei tempi pronosticati ma la battaglia si era rivelata ben più dura del previsto: cinque navi trasporto truppe erano andate perdute e vari altri mercantili, come il Kumagawa Maru, il Toei Mru e lo Ashiyama Maru, accusavano danni di varia entità. L'equipaggio del pattugliatore No. 37 era riuscito a contenere l'allagamento e a raddrizzare l'unità, che sopravvisse con danni leggeri a una mezza dozzina di attacchi aerei tra il 24 e il 27 gennaio. Il pattugliatore era stato trainato nell'estuario del fiume Manggar vicino all'omonimo aeroporto, avendo le macchine fuori uso, ma i giapponesi rinunciarono a ripararlo dopo alcuni tentativi iniziali: abbandonato dall'equipaggio, tra febbraio e maggio fu progressivamente spogliato di tutte le armi o attrezzature utili. Fu spostato appena dentro la foce e lasciato affondare in acque basse. Le fonti consultate non forniscono numeri precisi su morti, feriti e prigionieri per nessuno dei due schieramenti. Per gli Stati Uniti l'intervento dei quattro cacciatorpediniere segnò la prima battaglia navale combattuta dalla guerra del 1898 contro la Spagna, oltre a essere il primo combattimento di superficie con la Marina imperiale. L'attacco notturno della 59ª Divisione fu comunque debolmente contrastato e doveva rimanere a lungo un successo isolato, visto che le formazioni giapponesi erano ben addestrate al combattimento notturno; solo durante la seconda metà del 1943 questa superiorità cominciò a essere seriamente intaccata. È stato inoltre puntualizzato che l'utilizzo del siluro Mk 15, allora standard nella United States Navy ma difettoso, abbia giocato a sfavore del capitano Talbot.
Anche se meno estese che a Tarakan, le distruzioni operate dagli olandesi a Balikpapan fecero infuriare i giapponesi e il generale Sakaguchi non lasciò lettera morta le minacce contenute nell'ultimatum del 20 gennaio. I soldati nipponici scatenarono una caccia serrata e fecero prigionieri tutti gli europei e i bianchi che poterono, quindi li condussero sulla spiaggia vicino alla vecchia fortezza coloniale di Klandasan; a colpi di mitragliatrice e fucile, di baionetta e di spada li uccisero uno a uno, lasciando che i cadaveri fossero trascinati via dalle onde. Le fonti concordano sul modus operandi di questo crimine di guerra, ma non sul numero e sulla data: per Yenne «circa 80 prigionieri olandesi» furono trucidati già il 26 gennaio 1942. Una fonte elettronica parla di «almeno 72 persone», ma posticipa il giorno del massacro al 20 febbraio. Al processo di Tokyo un testimone oculare produsse un affidavit nel quale parlò di 80-100 bianchi europei uccisi il 24 febbraio; il documento specificò che diversi erano morti dissanguati a causa dell'amputazione di braccia e gambe e che le esecuzioni avvennero in mare. Lo storico Margolin afferma che le vittime, 80 di numero e sia uomini che donne, furono trucidate «alla fine di febbraio» anche mediante decapitazione.
A Balikpapan, come altrove nelle Indie orientali olandesi, i giapponesi trasferirono il più in fretta possibile personale tecnico, specialisti e materiali per rimettere in funzione l'industria petrolifera danneggiata; durante il 1942 i flussi di naviglio cisterniero da e per le Indie olandesi (soprattutto il Borneo) furono regolari e le perdite contenute: in apparenza l'Impero giapponese aveva raggiunto l'obiettivo strategico della campagna nel Pacifico. Tuttavia i diffusi sabotaggi olandesi impedirono di tornare ai livelli produttivi d'anteguerra (65 milioni di barili annui) e soltanto nel corso del 1943 Balikpapan e gli altri giacimenti fornirono 50 milioni di barili. Le difficoltà giapponesi furono poi decuplicate dall'efficace e pericolosa guerra sottomarina statunitense, che fece strage delle petroliere e dei trasporti, decurtando sensibilmente la quantità di olio combustibile, gasolio e benzina per la macchina militare nipponica. In ogni caso Balikpapan si ritrovò lontana dai fronti principali della guerra nel Pacifico. Una riconquista delle Indie olandesi fu discussa tra gli Alleati occidentali dalla fine dell'estate 1944 che decisero di eliminare la presenza giapponese dal Borneo; a causa della sua importanza, Balikpapan fu tra le località scelte per un'operazione anfibia. L'assalto si verificò il 1º luglio 1945 da parte di una forza di spedizione alleata mista: fu infatti una divisione australiana a combattere per due settimane nella regione, liberando in ultimo la cittadina.